# Všechlapy (Nymburk)
Všechlapy é uma comuna checa localizada na região da Boêmia Central, distrito de Nymburk.